# Czartoryscy herbu własnego
Czartoryscy (hist. pol. Czartoryjscy) herbu własnego (Czartoryski) – żyjący do dziś, polski ród książęcy pochodzenia wielkolitewskiego, należący do magnackiej warstwy społecznej.  
Protoplastą rodu był najprawdopodobniej Konstanty, potomek dynastii Giedyminowiczów, poprzez ród Koriatowiczów. Jego bratem stryjecznym był król Władysław II Jagiełło. Czartoryscy po kądzieli byli również potomkami Kazimierza III Wielkiego.  
Gniazdem rodu był Czartorysk w dawnym województwie wołyńskim, położony na dzisiejszej Ukrainie.

## Etymologia nazwiska
Nazwisko Czartoryskich ma charakter odmiejscowy, a konkretniej pochodzi od nazwy miejscowości Czartorysk, w dawnym powiecie łuckim (obecnie Ukraina).

## Pochodzenie
Czartoryscy są rodem książęcym (kniaziowskim), o wielkolitewskim pochodzeniu etnicznym. Od początku dziejów Polski pochodzenie rodziny Czartoryskich budziło wiele kontrowersji związanych z ich genealogią. Niezmienna była decyzja historyków w sprawie pochodzenia Czartoryskich, wyprowadzających ich od Giedymina – wielkiego księcia litewskiego – zgodnie akceptując pochodzenie danego rodu od owego władcy. Przedmiotem sporów było natomiast ustalenie do której z gałęzi dynastii Giedyminowiczów należy ród Czartoryskich.
Bartosz Paprocki był pierwszym, który wywiódł Czartoryskich „od trzeciego syna Giedymina Lubarta, od którego idą książęta Czartoryjskie i Sanguszkowie”. Po nim uczynił to Szymon Okolski, stwierdzając, „że Czartoryscy poszli od jednego z trzech synów Lubartowych”.
Kasper Niesiecki natomiast, przyznając Czartoryskim pochodzenie od Olgierda, wywiódł ich od jego syna, Korygiełły, księcia na Czernihowie i Siewierzu. Zwolennikami teorii dotyczącej pochodzenia rodu Czartoryskich od Olgierdowiczów była na przestrzeni wieków znaczna część polskich historyków.
Najnowsze badania podały w wątpliwość tezę o dotychczas branych pod uwagę stwierdzeniach na temat pochodzenia Czartoryskich. Polski historyk, Jan Tęgowski, w wydanej w 1999 roku publikacji "Pierwsze pokolenia Giedyminowiczów" dowodzi, że książę Wasyl Konstantynowicz, protoplasta Czartoryskich, mógł być w rzeczywistości synem Konstantego Koriatowicza, a nie Konstantego Olgierdowicza. Fakt ten oznacza, że Czartoryscy mają wywodzić się od Koriatowiczów, jednej z gałęzi Giedyminowiczów .

## Historia
Ród miał dwie główne linie, ważniejszą z siedzibą w zamku w Klewaniu i drugą linię z centrum w zamku w Korcu, która wygasła w 1810 r. na Józefie Klemensie. Szczyt potęgi rodu przypadał na wiek XVIII i XIX, jednakże już wcześniej odgrywali ważną rolę w Rzeczypospolitej. Czartoryscy dążyli do zmian ustrojowych w Polsce, reformy stosunków gospodarczych, centralizacji władzy państwowej, usprawnienia administracji i wzmocnienia armii.
Czartoryscy byli aktywni w polityce. Po śmierci Augusta II Mocnego Familia opowiedziała się za ekskrólem Stanisławem Leszczyńskim. Jego przeciwnicy – pod Warszawą – obrali drugiego króla, Augusta III Sasa. Nastała wojna domowa, w którą włączyła się Rosja, stając po stronie Sasa. Po objęciu tronu przez Augusta III Familia pogodziła się z dworem królewskim, pełniąc na nim wpływową rolę. Po pewnym czasie zyskała poparcie wschodniej potencji. W 1744 przywódca Familii, Kazimierz Poniatowski zabił w pojedynku przywódcę opozycji Adama Tarłę. Czartoryscy oraz Rosja przygotowywali zamach stanu, przyśpieszony śmiercią Augusta III w 1763. Jako kandydata do korony desygnowano syna Augusta Czartoryskiego – Adama Kazimierza. Jednak cesarzowa Katarzyna II umieściła na tronie Stanisława Augusta Poniatowskiego, który przez swą matkę Konstancję z Czartoryskich był blisko spokrewniony z rodem. Część reform postulowanych przez Familię uchwalił sejm konwokacyjny 1764.
W 1801 powstało muzeum w Puławach w Świątyni Sybilli – najstarsze muzeum w Polsce. Jego zbiory zawierały dzieła malarstwa europejskiego XIII–XVIII w. (m.in. Dama z gronostajem Leonarda da Vinci, zabytki europejskiego i islamskiego rzemiosła artystycznego od średniowiecza do XIX w., grafiki, sztuki starożytnej oraz militaria). W 1876 r. Czartoryscy przekazali swój wielki księgozbiór do użytku publicznego w Krakowie.
Współcześnie jedynymi potomkami księcia Adama Jerzego są Adam Karol Czartoryski i jego córka Tamara Czartoryska, którzy żyją w Wielkiej Brytanii. Z kolei potomkowie księcia Konstantego Adama żyją do dziś w Polsce i mają swoich przedstawicieli w Związku Szlachty Polskiej.

## Znani przedstawiciele
| - Adam Jerzy Czartoryski - Adam Karol Czartoryski - Adam Kazimierz Czartoryski - Adam Ludwik Czartoryski - Aleksander Czartoryski - Aleksandra Czartoryska - Anna Czartoryska - Anna Zofia Czartoryska - Antonina Czartoryska - August Aleksander Czartoryski - August Franciszek Czartoryski - Augustyn Józef Czartoryski - Cecylia Czartoryska - Teresa Czartoryska - Fiodor Czartoryski - Iwan Czartoryski - Izabela Czartoryska - Izabella Czartoryska | - Jadwiga Czartoryska - Jan Karol Czartoryski - Jerzy Czartoryski - Jerzy Konstanty Czartoryski - Józef Czartoryski - Józef Klemens Czartoryski - Kazimierz Czartoryski - Kazimierz Florian Czartoryski - Kazimierz Jerzy Czartoryski - Klementyna Czartoryska - Konstancja Czartoryska - Konstanty Czartoryski - Konstanty Czartoryski - Małgorzata Czartoryska - Marceli Czartoryski - Maria Czartoryska - Michał Czartoryski - Michał Czartoryski | - Michał Fryderyk Czartoryski - Michał Jerzy Czartoryski - Michał Wasylewicz Czartoryski - Mikołaj Jerzy Czartoryski - Mikołaj Kazimierz Czartoryski - Paweł Czartoryski - Roman Czartoryski - Stanisław Czartoryski - Stanisław Kostka Czartoryski - Teodor Kazimierz Czartoryski - Wanda Czartoryska - Wasyl Czartoryjski - Witold Czartoryski - Witold Czartoryski - Witold Czartoryski - Władysław Czartoryski |

## Zamki i Pałace

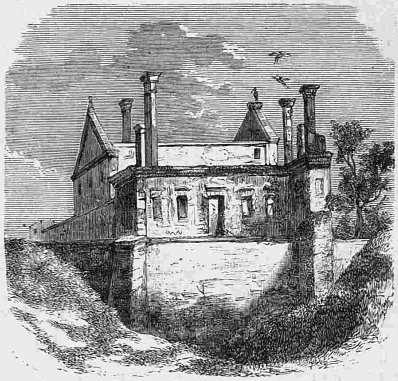
Ruiny zamku w Czartorysku
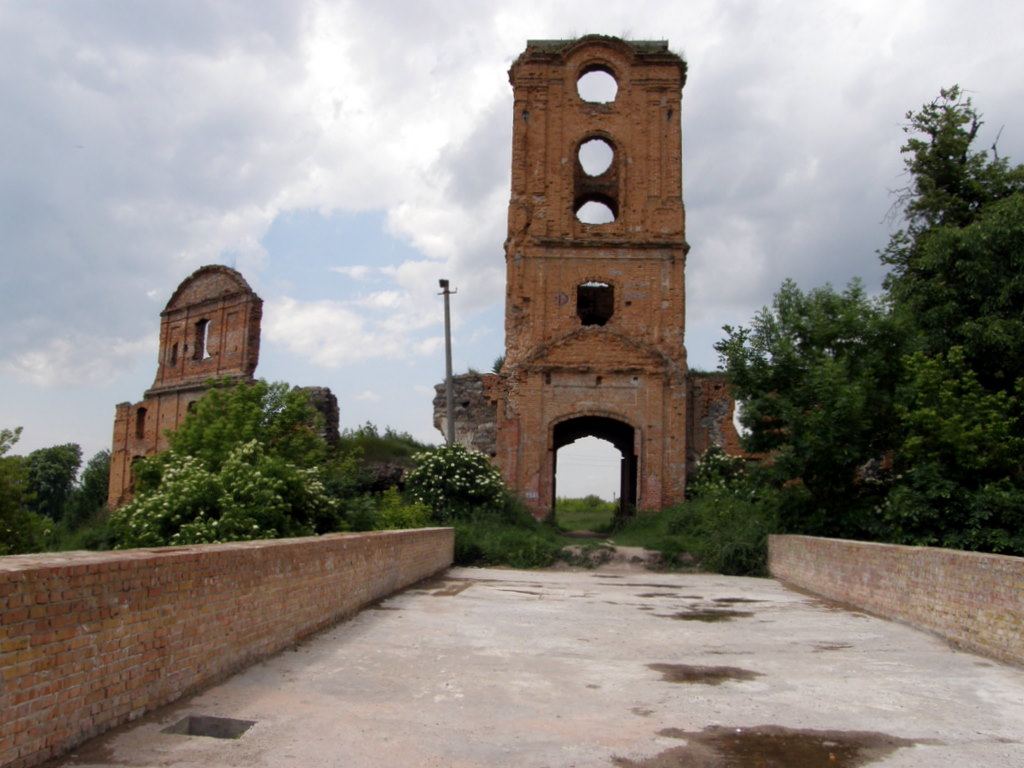
Ruiny zamku w Korcu
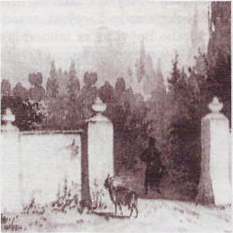
Resztki pałacu w Wołczynie w 1898 roku
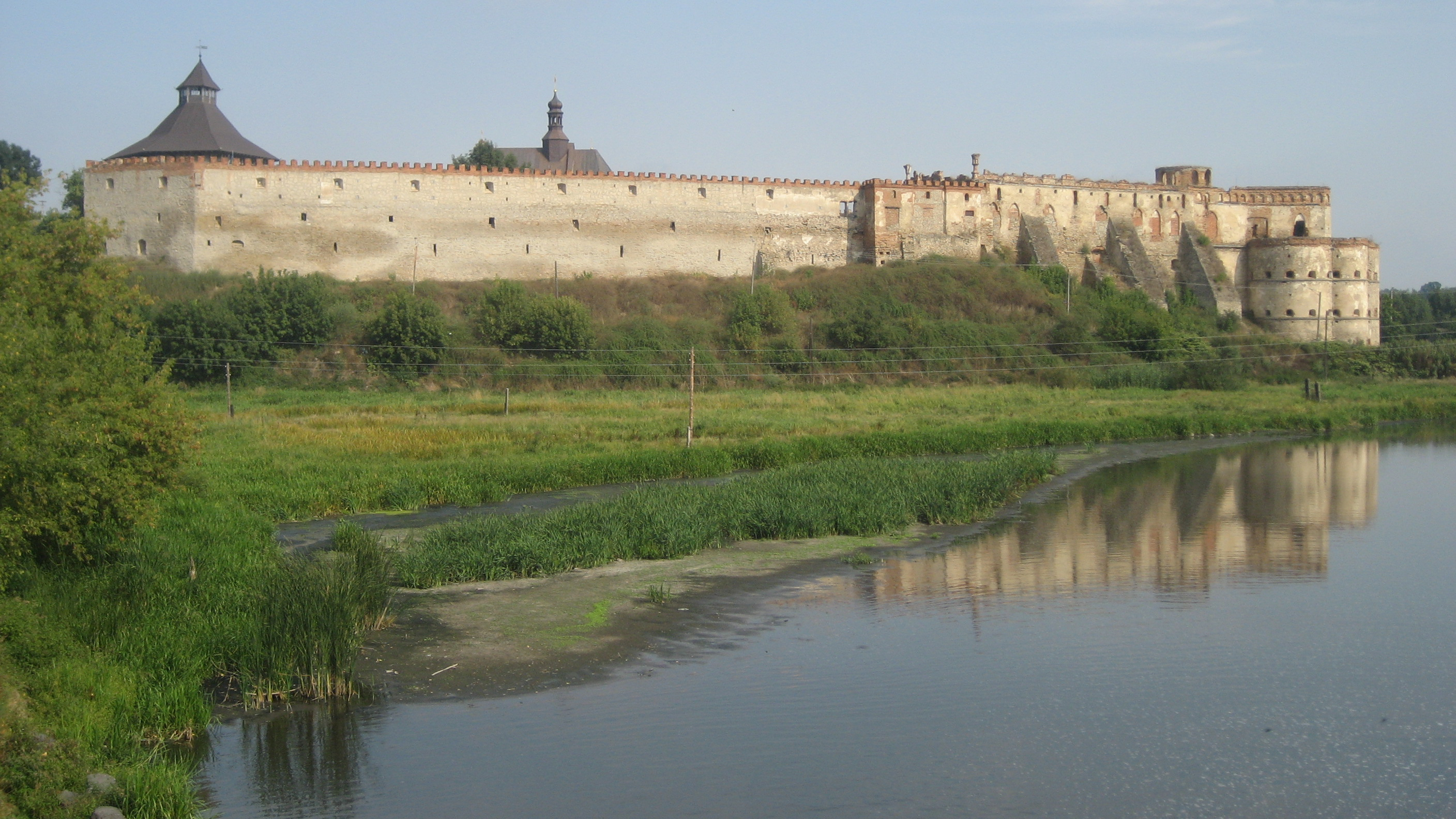
Zamek w Międzybóżu
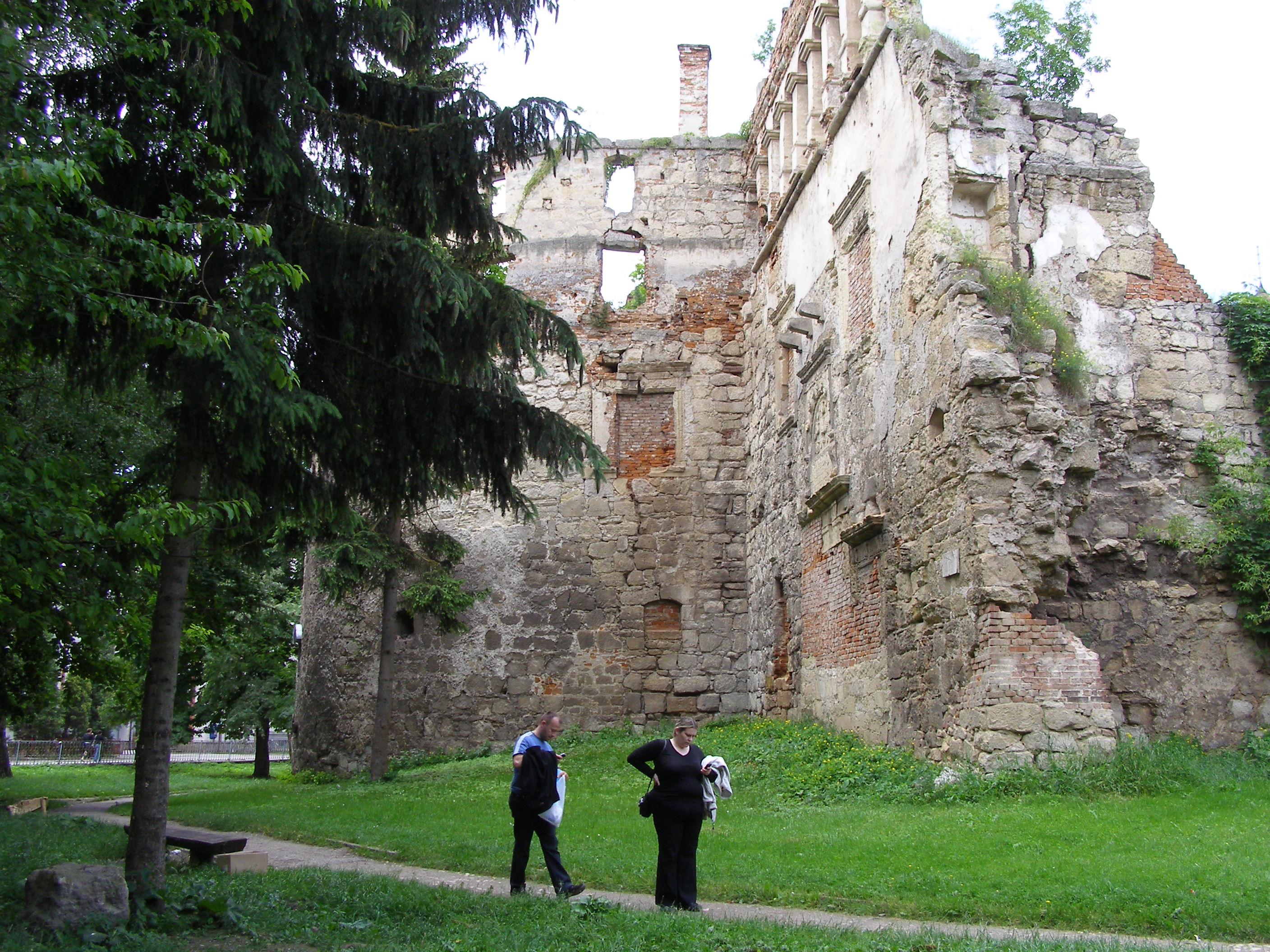
Ruina zamku w Brzeżanach
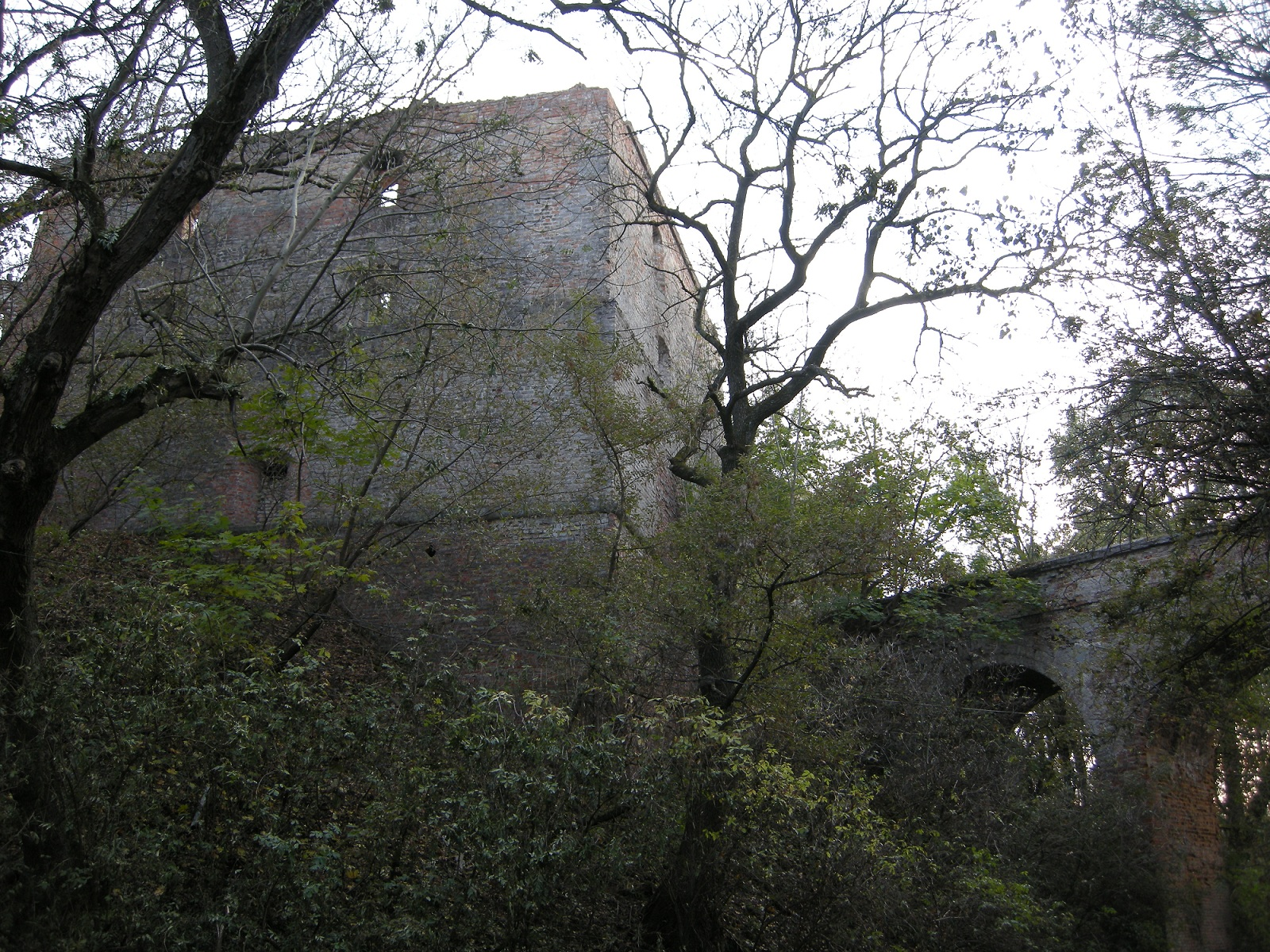
Zamek w Klewaniu (zrujnowany)
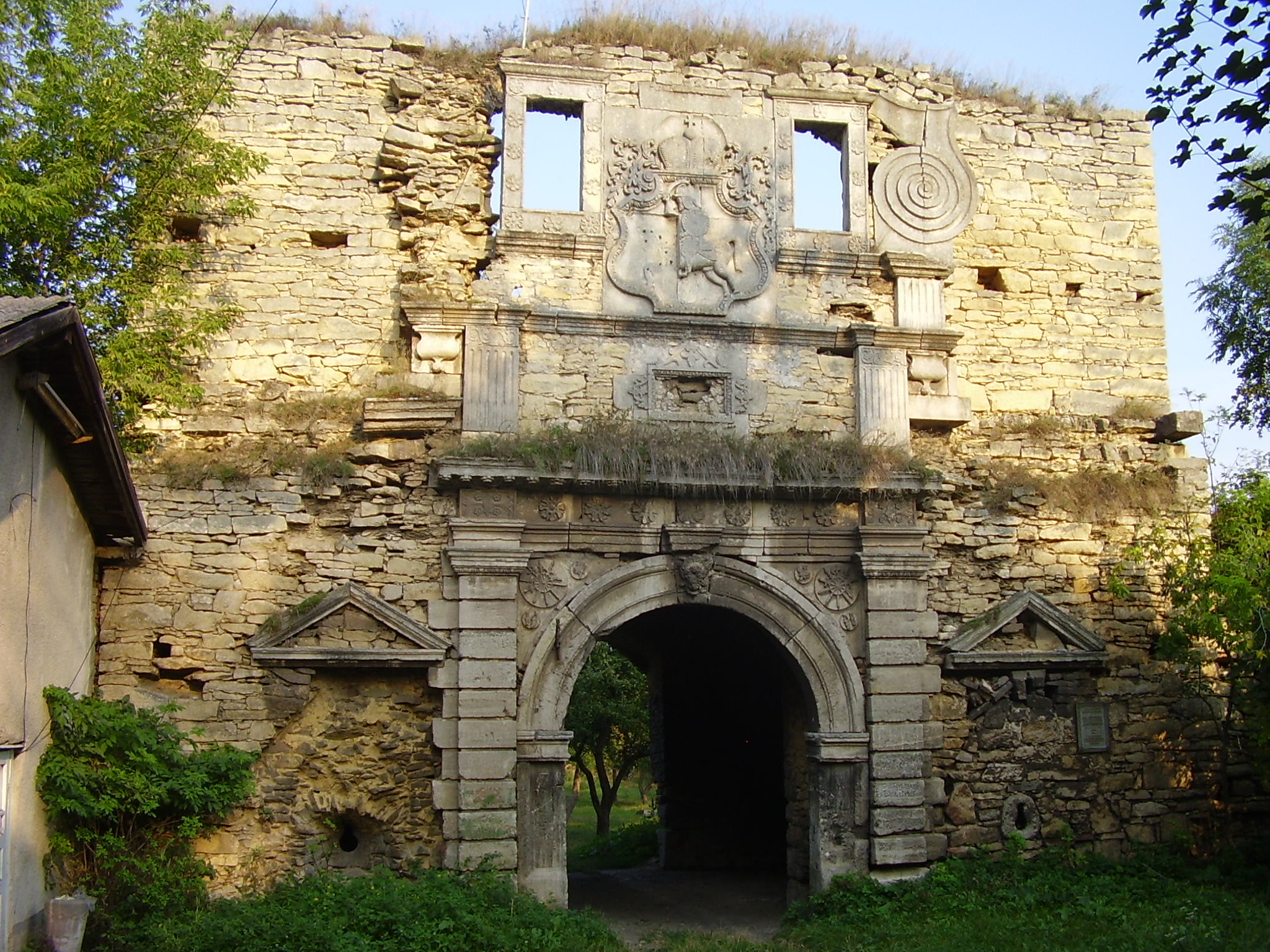
Ruiny zamku w Czernelicy
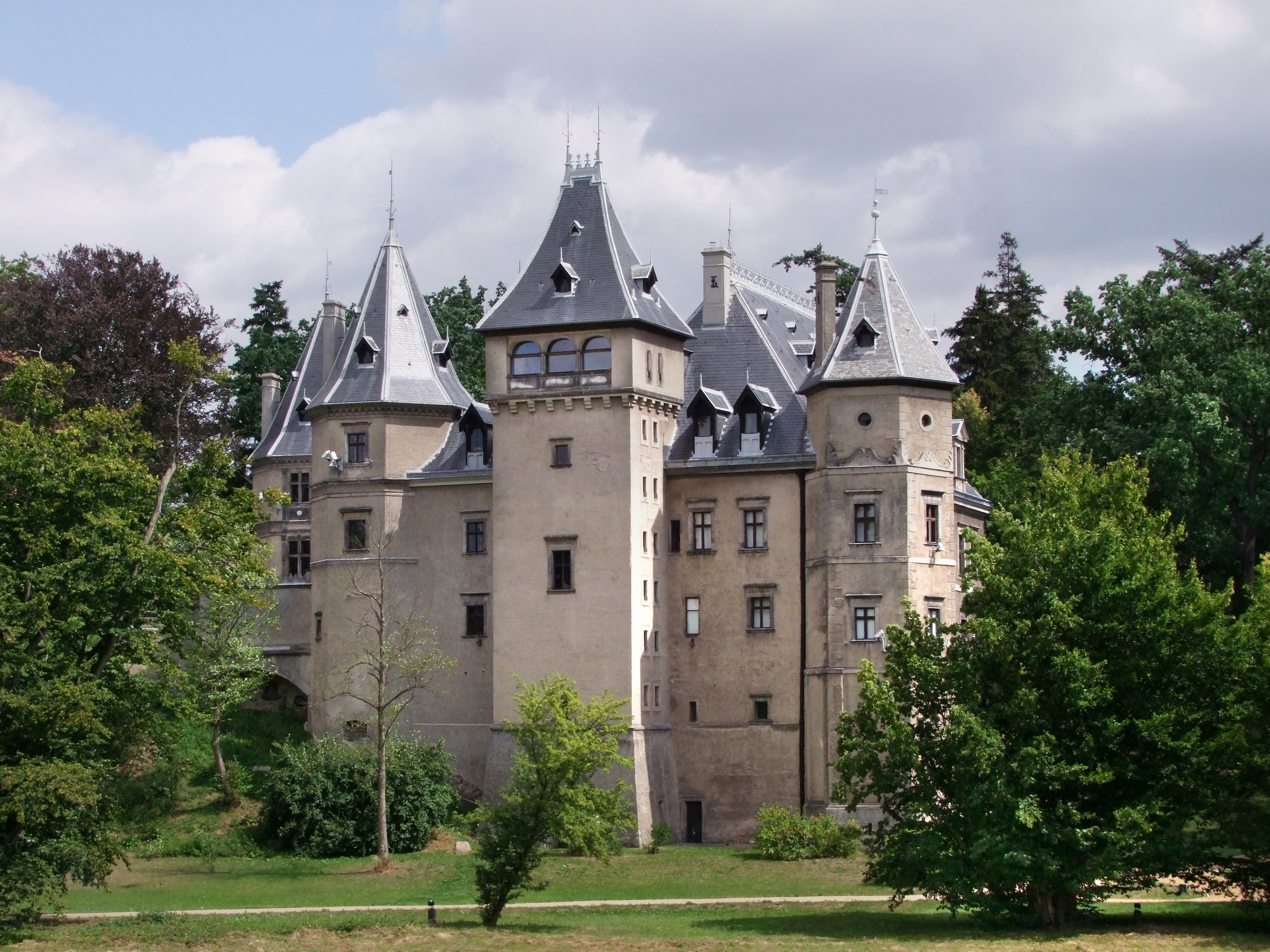
Zamek w Gołuchowie
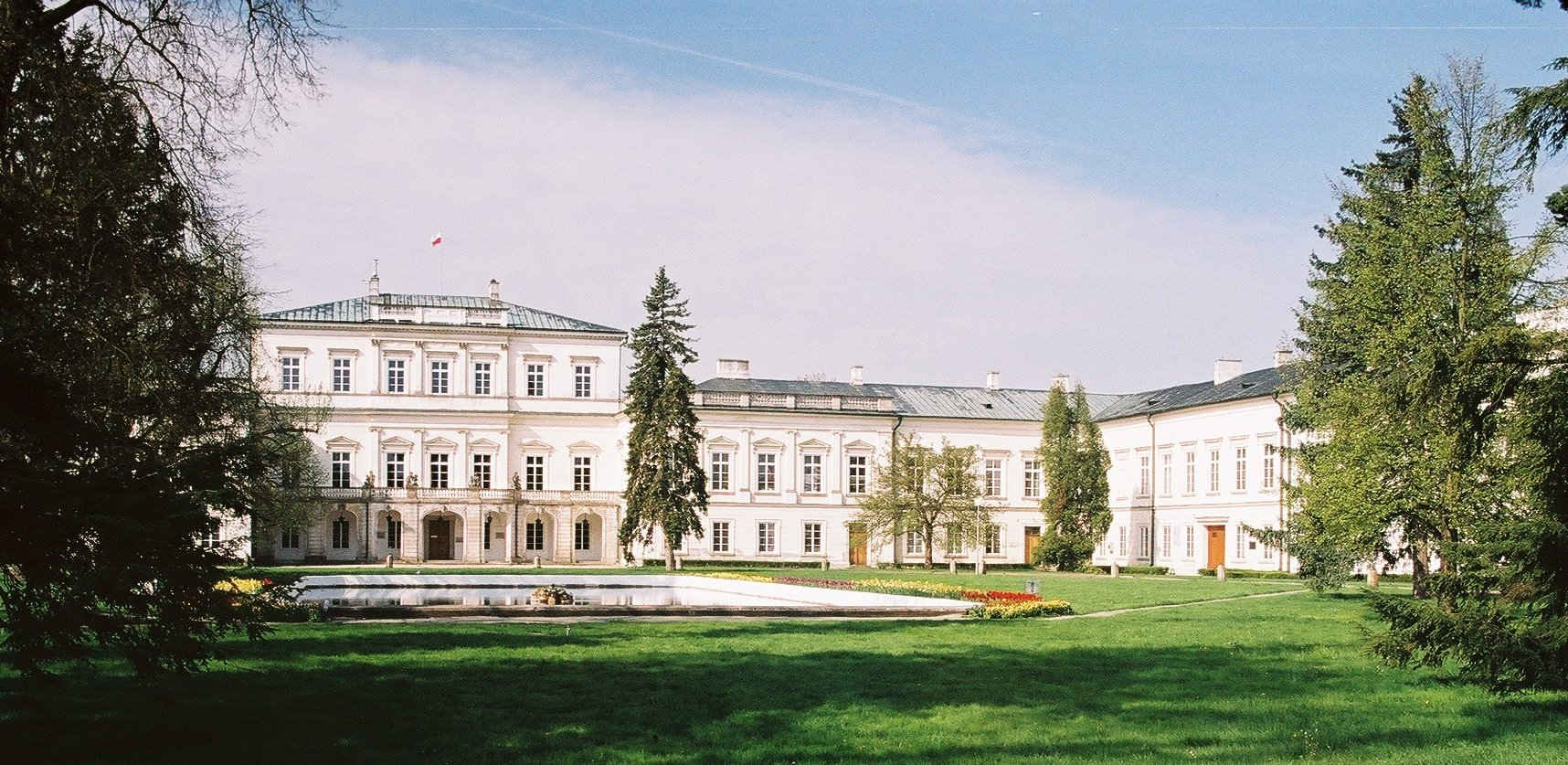
Pałac Czartoryskich w Puławach
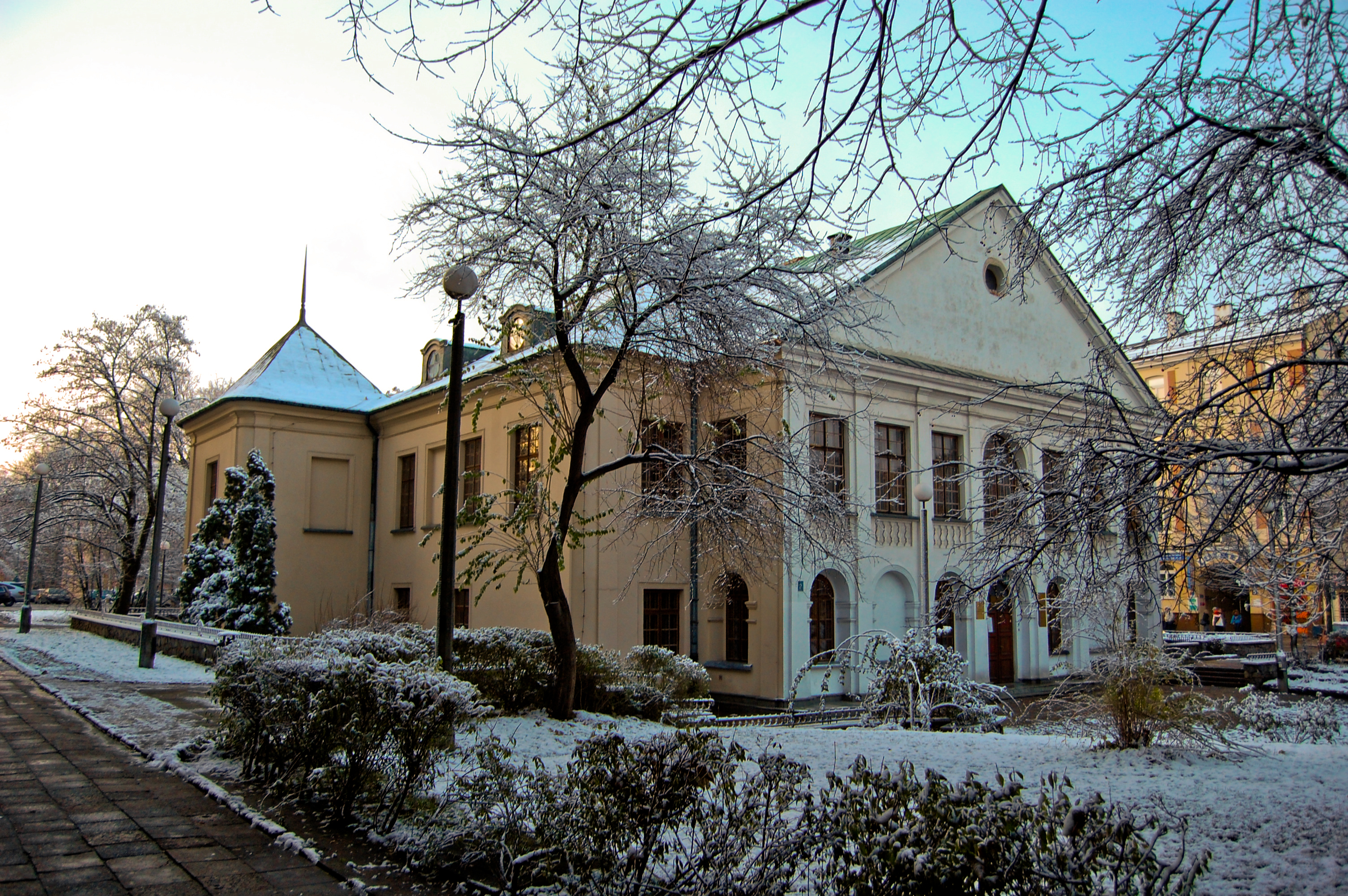
Pałac Czartoryskich w Lublinie
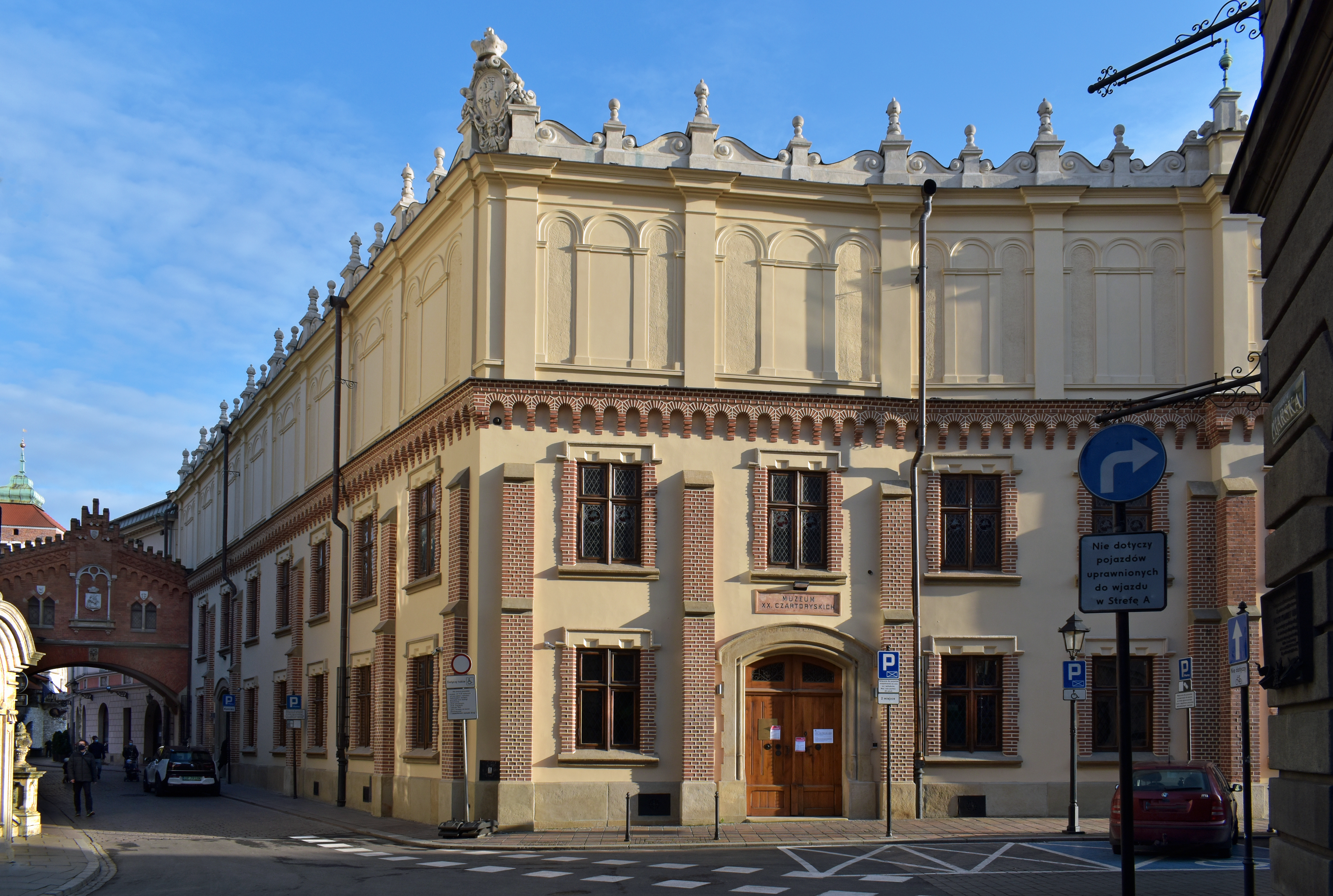
Pałac-Muzeum w Krakowie
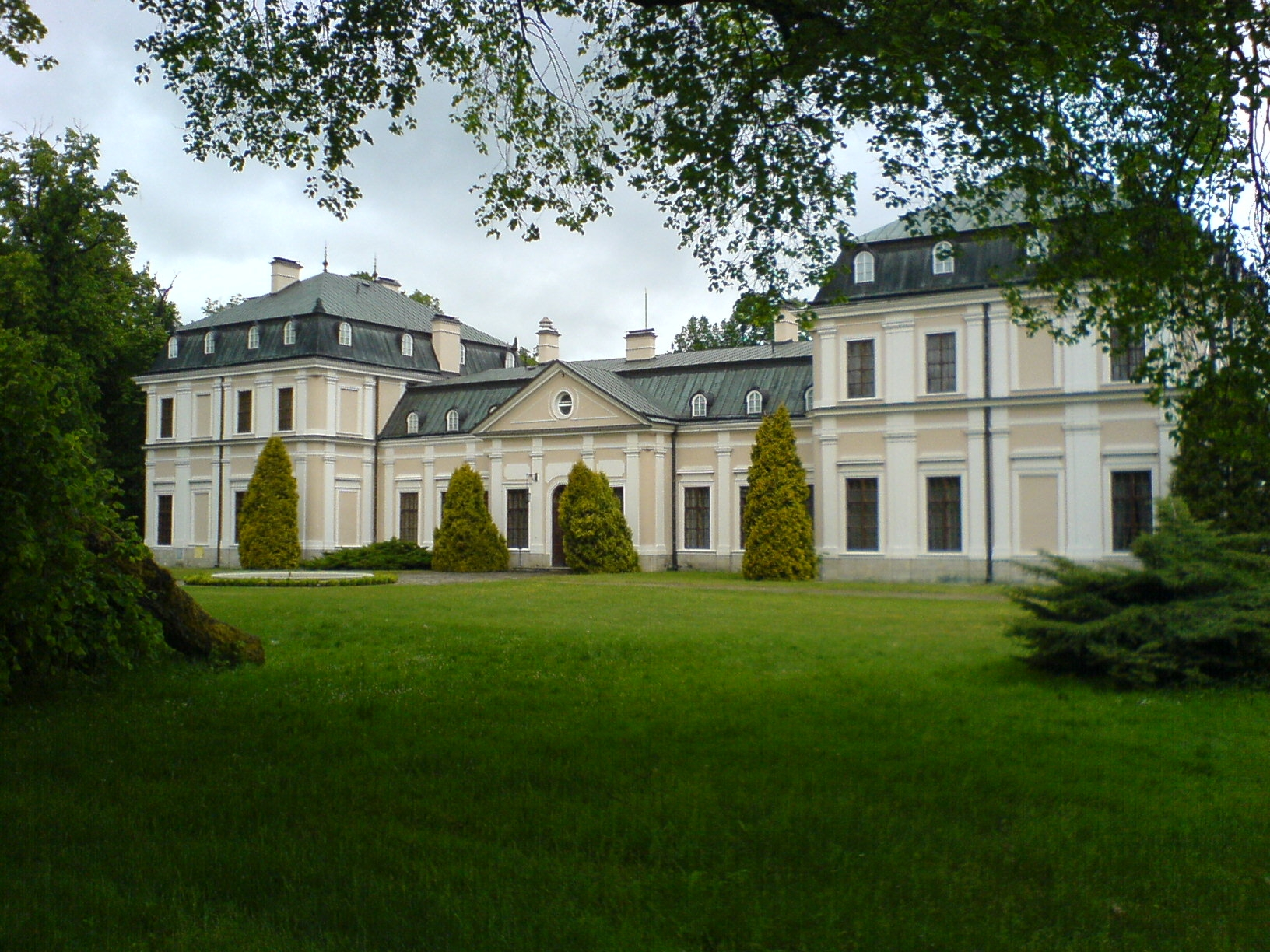
Pałac w Sieniawie
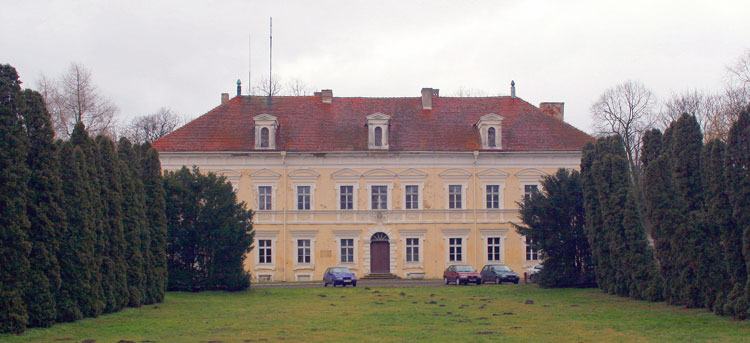
Pałac w Konarzewie
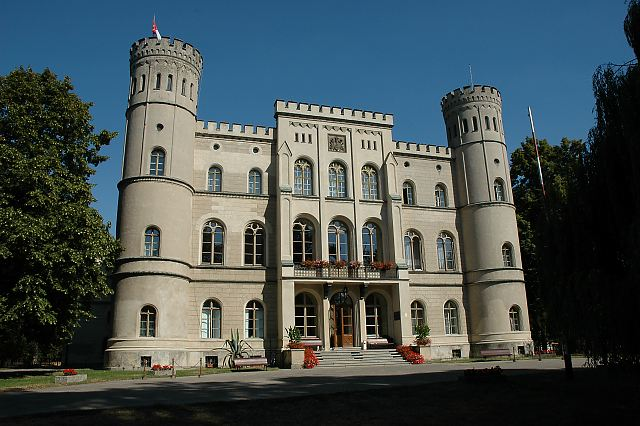
Pałac w Rokosowie
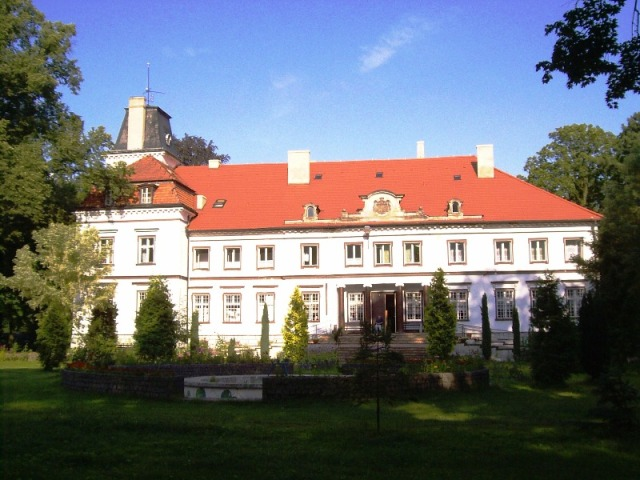
Pałac w Baszkowie
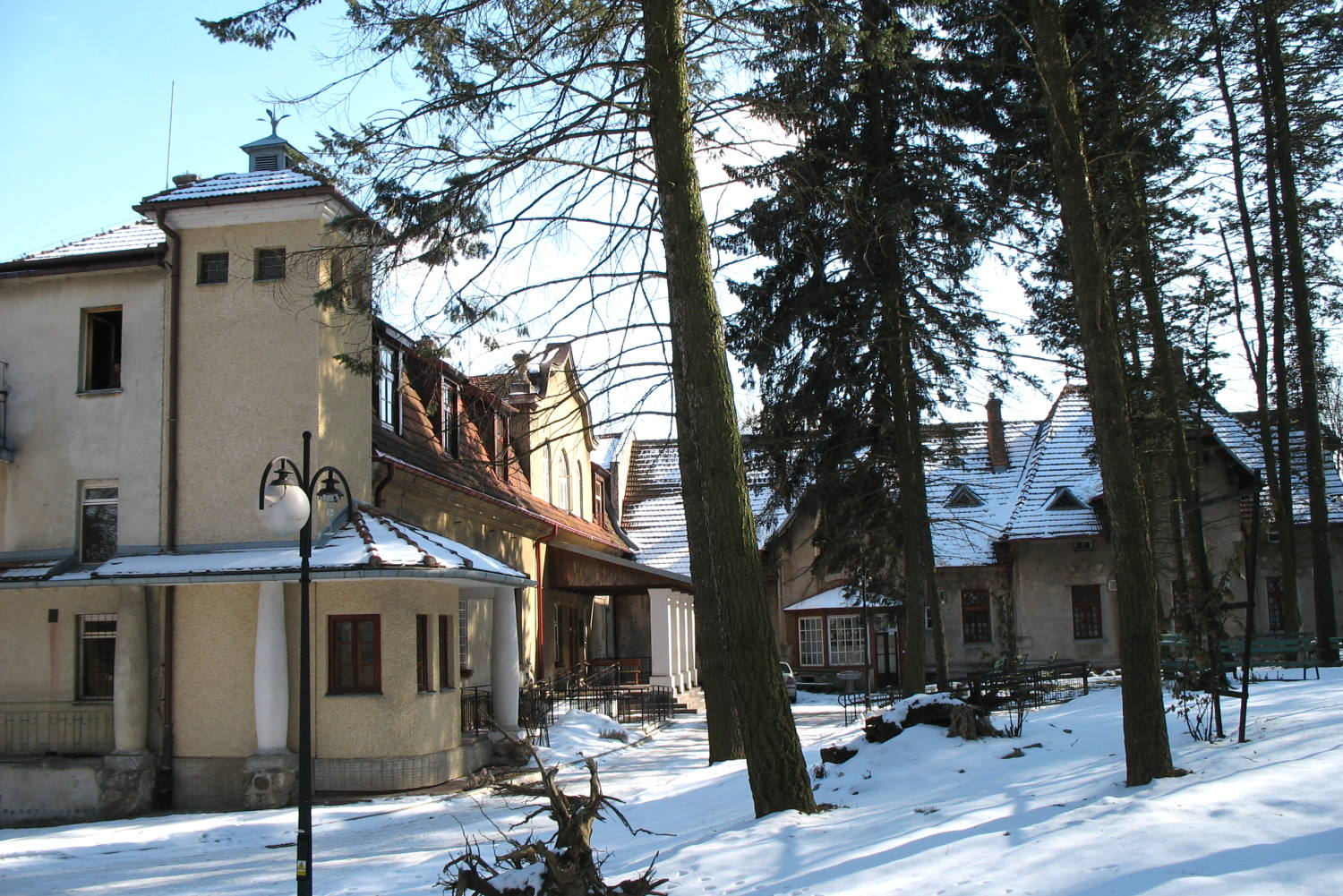
Pałac w Pełkiniach
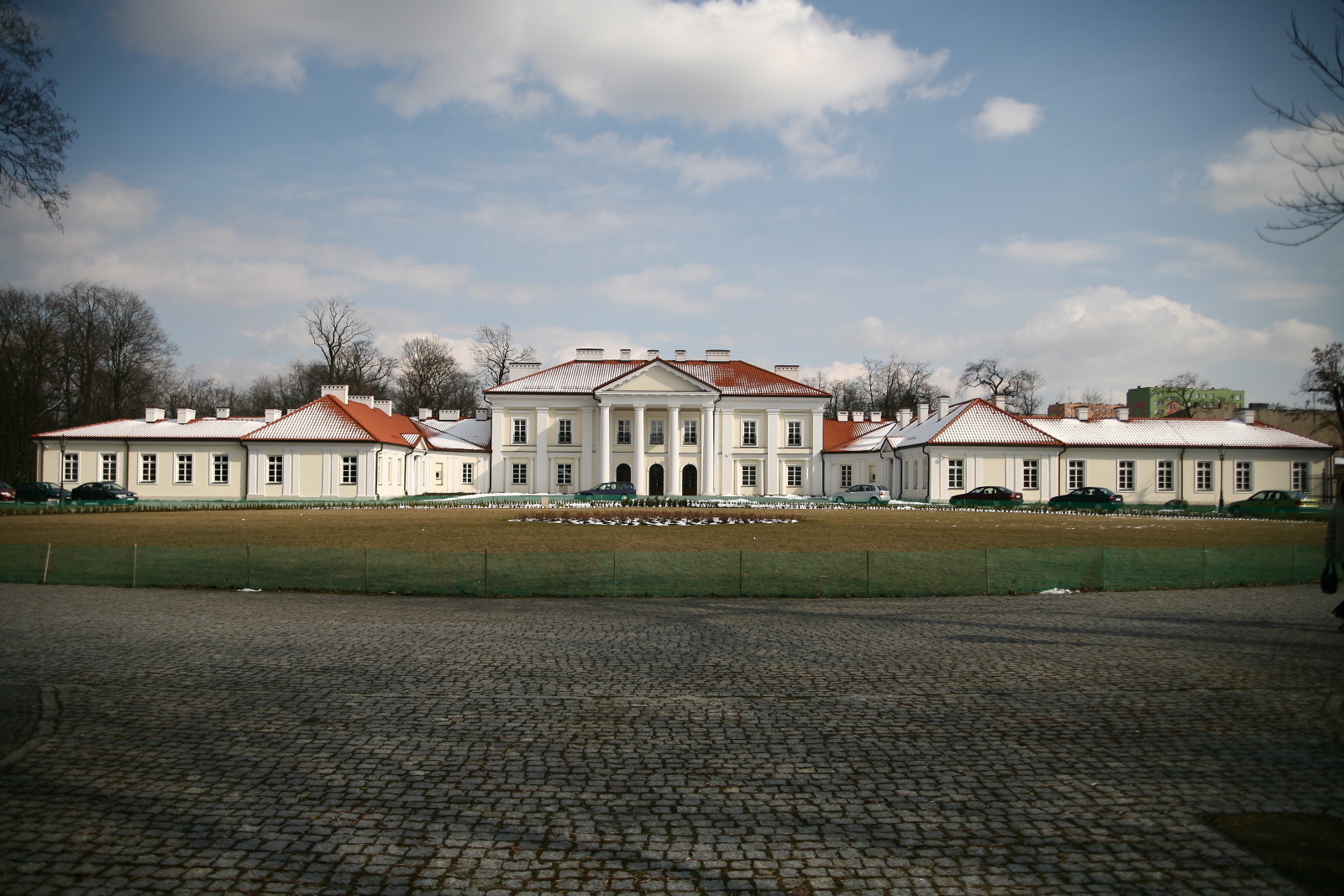
Pałac w Siedlcach
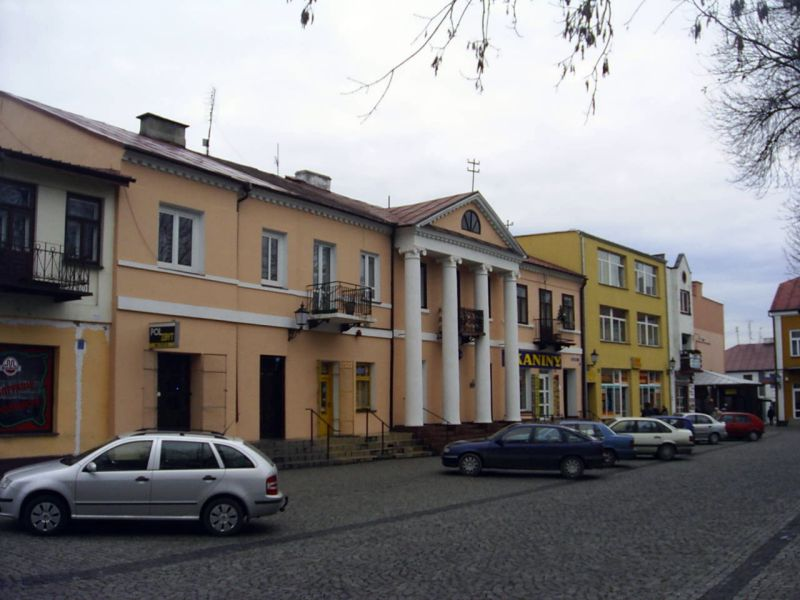
Pałac w Międzyrzecu Podlaskim
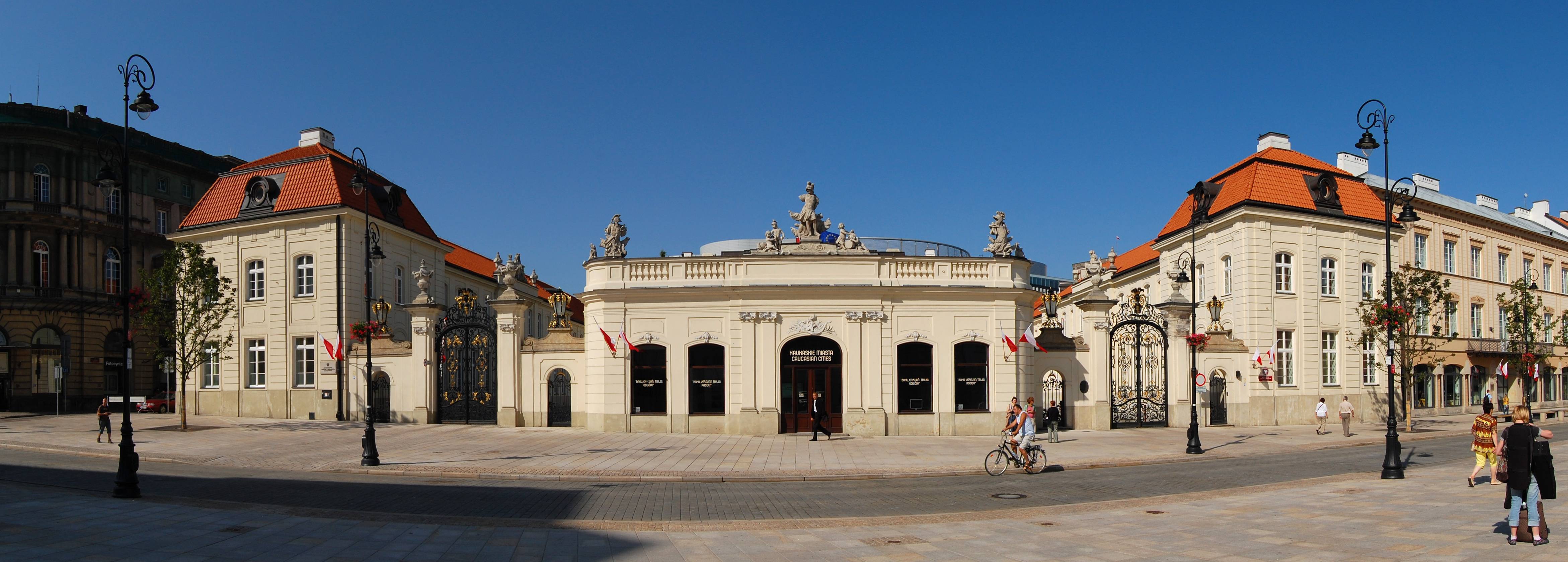
Pałac Potockich w Warszawie
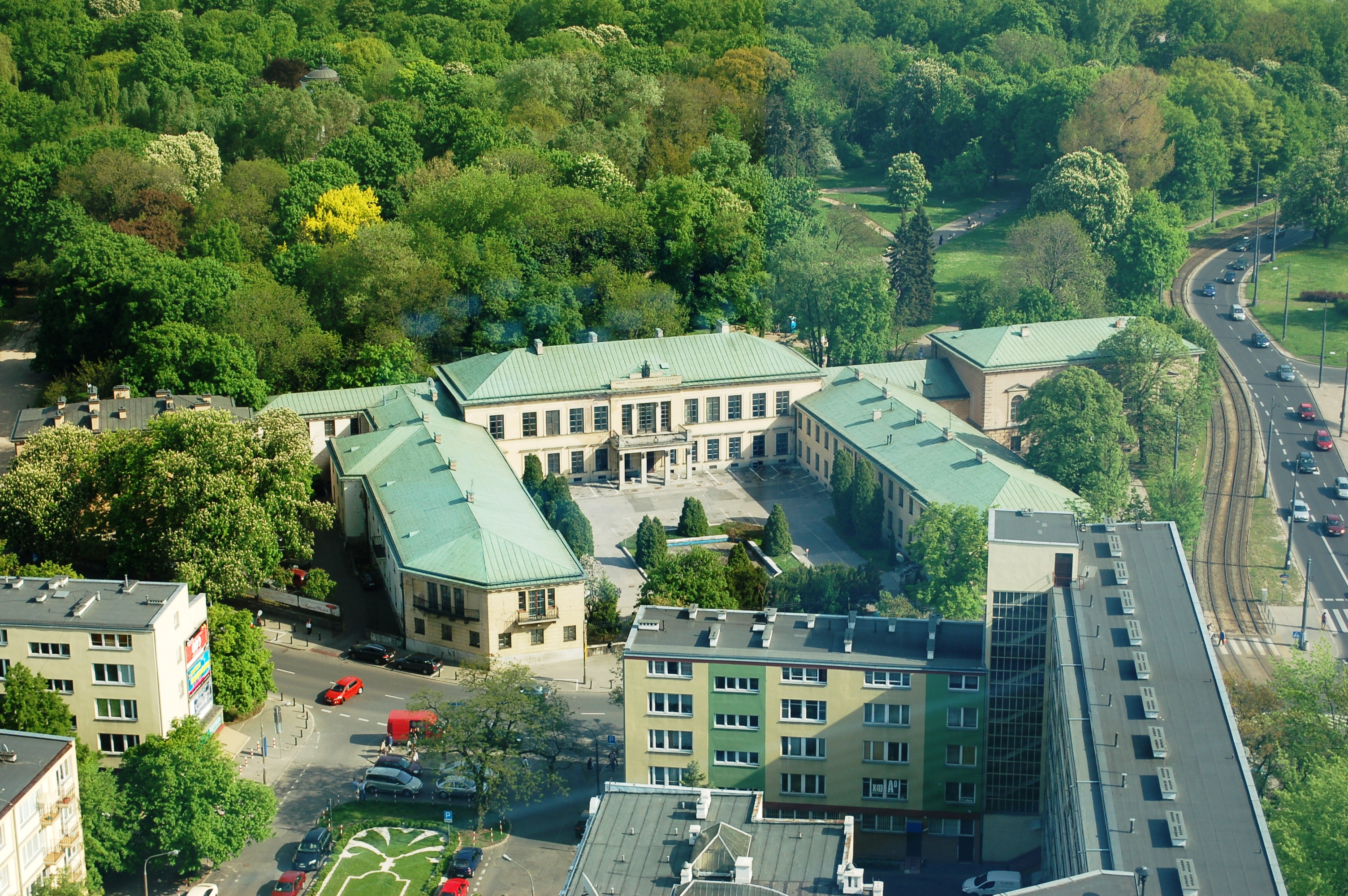
Pałac Błękitny w Warszawie
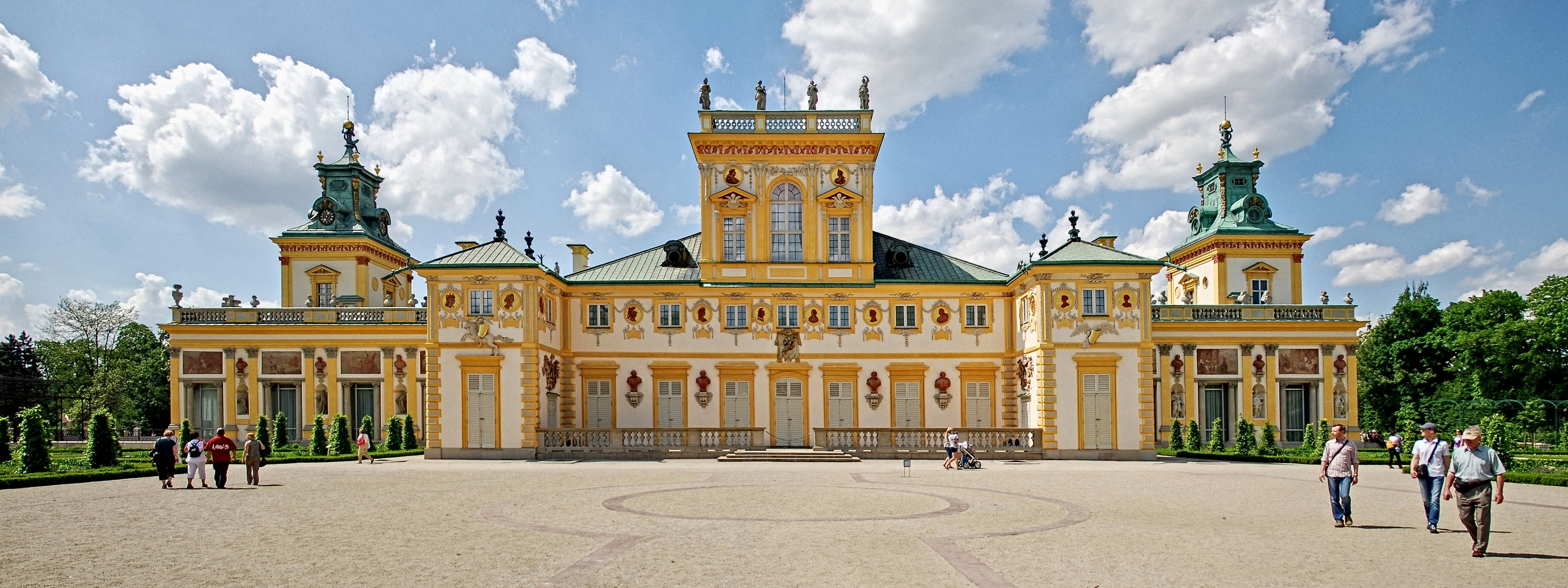
Pałac w Wilanowie
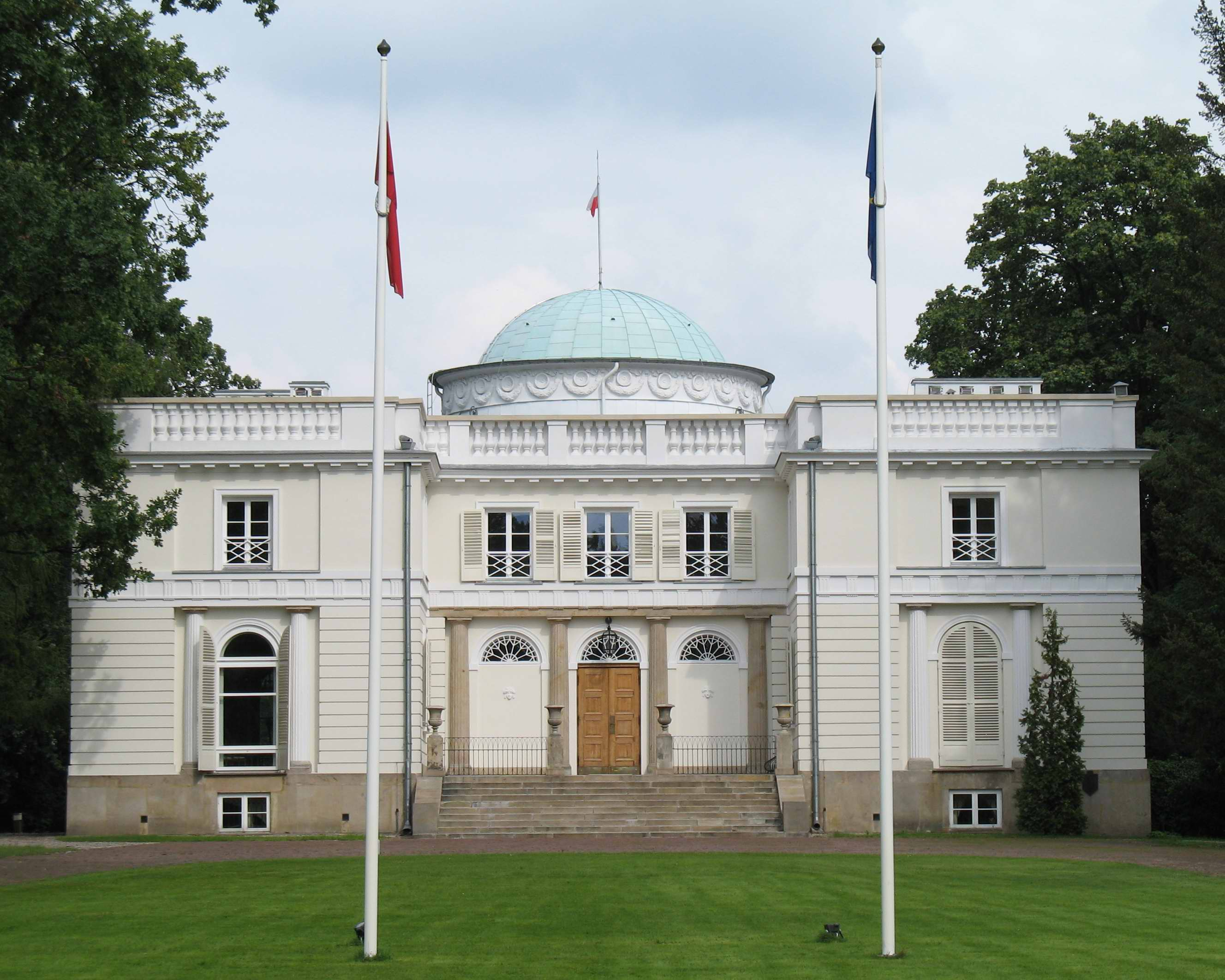
Pałac w Natolinie
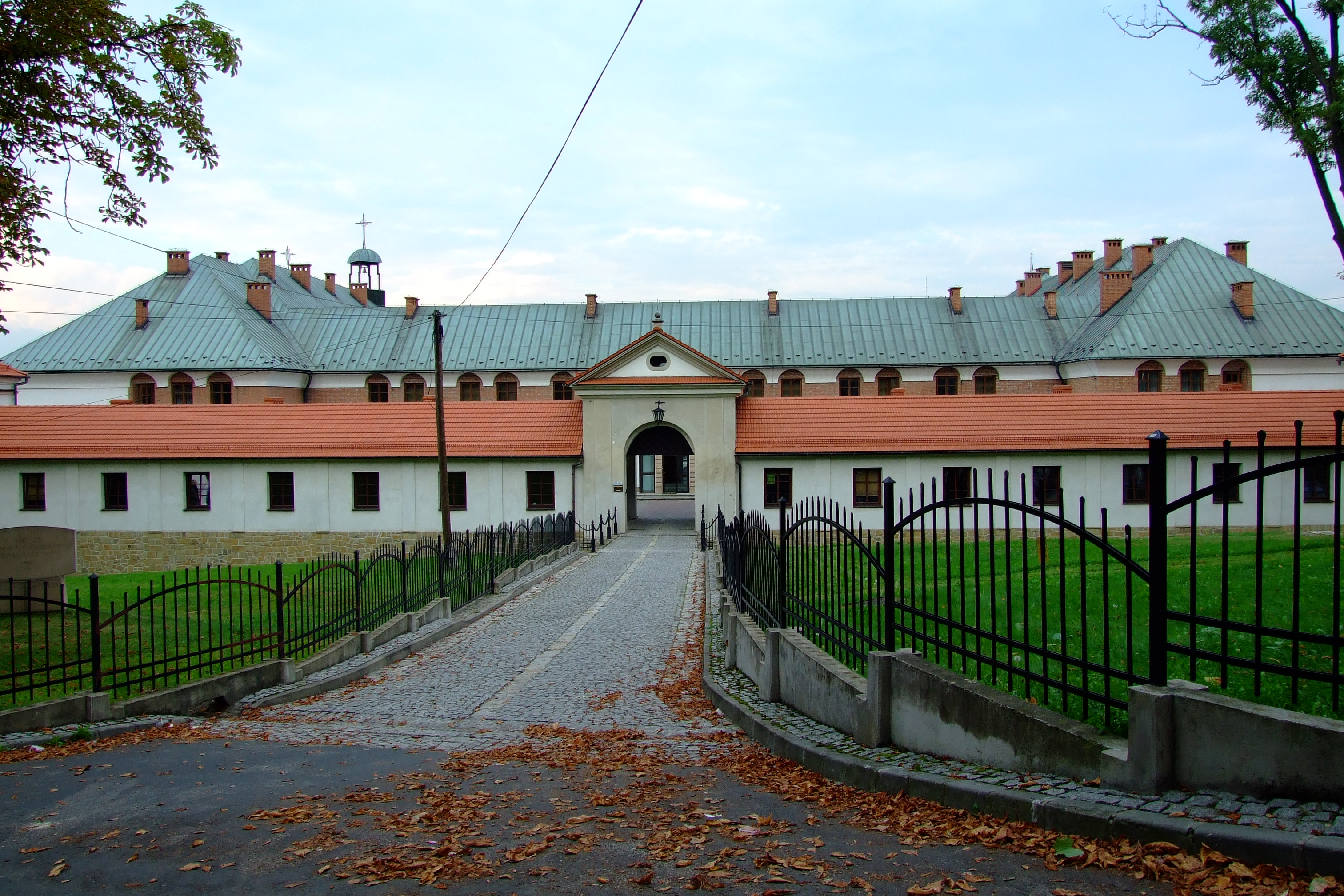
Pałac Czartoryskich w Kalwarii Zebrzydowskiej (nie istnieje)

Inne siedziby Czartoryskich:
- Ruiny zamku w Czernelicy
- Zamek w Oleksińcu na Wołyniu.